# Argyrobrithes argenteus
Argyrobrithes argenteus är en tvåvingeart som beskrevs av Grunberg 1915. Argyrobrithes argenteus ingår i släktet Argyrobrithes och familjen vapenflugor. Inga underarter finns listade i Catalogue of Life.